# Niphargus elegans
Niphargus elegans is een vlokreeftensoort uit de familie van de Niphargidae. De wetenschappelijke naam van de soort is voor het eerst geldig gepubliceerd in 1894 door Garbini.